# София Саксен-Кобург-Заальфельдская
Принцесса София Саксен-Кобург-Заальфельдская (нем. Sophie von Sachsen-Coburg-Saalfeld, полное имя Sophie Friederike Karoline Luise von Sachsen-Coburg-Saalfeld; 1778 — 1835) — жена Эммануэля Менсдорф-Пули, австрийского военного и государственного деятеля.

## Биография
Родилась 19 августа 1778 года в Кобурге, дочь герцога Франца Саксен-Кобург-Заальфельдского), старшая сестра Анны Фёдоровны, герцогини Виктории Кентской и первого короля Бельгии Леопольда.

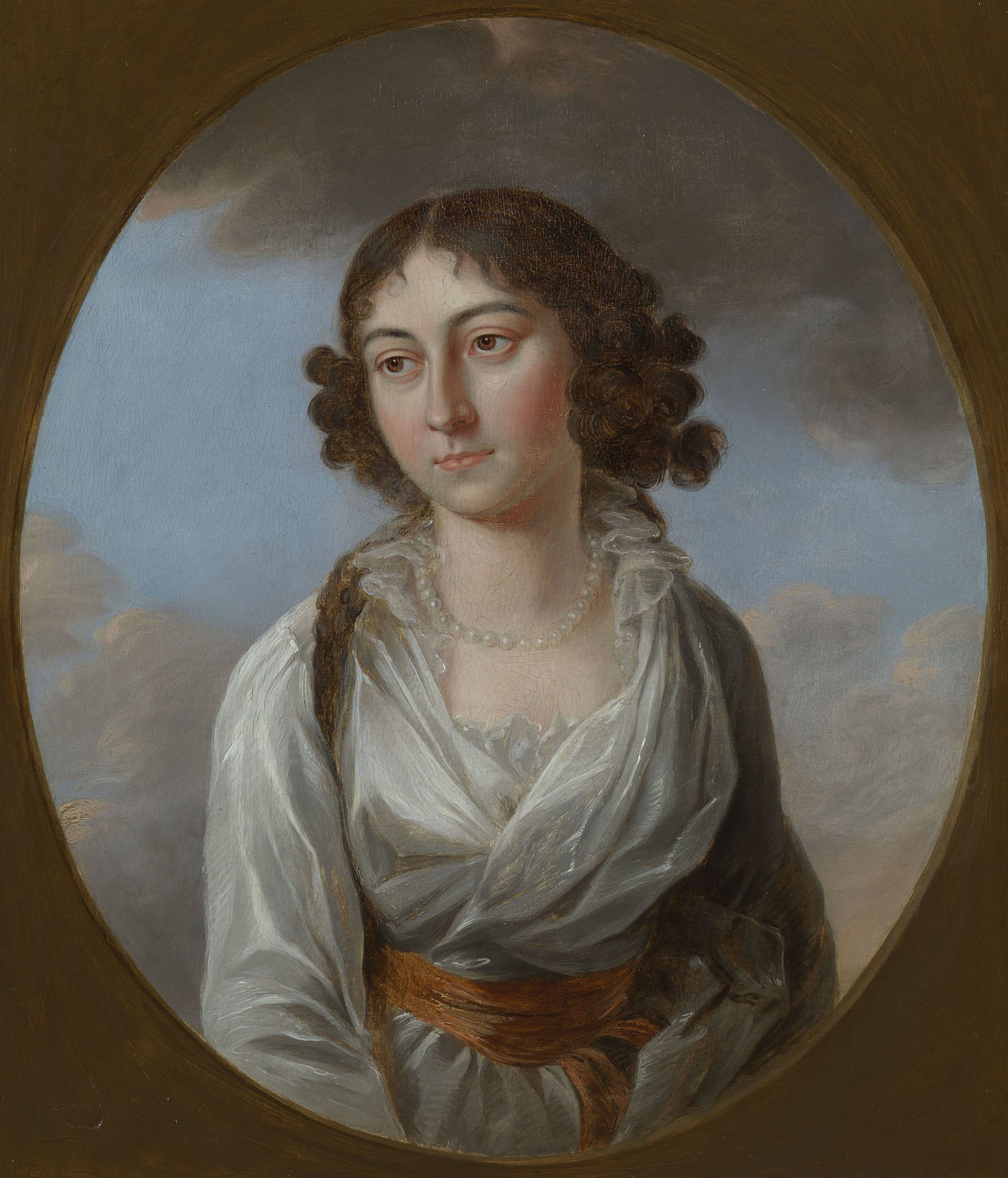
Картина 1794 года неизвестного автора

В юные годы дружила со своей сестрой Антуанеттой, они часто проводили время в замке Schloss Fantaisie. Здесь София познакомилась со своим будущим мужем, за которого вышла замуж в 1804 году.
В 1806 году вместе с мужем отдыхала в городе Заальфельд, резиденции Кобургского двора. Отпуск он получил за геройское участие в Битве при Заальфельде.
С 1824 по 1834 годы София жила в Майнце, где её муж был первоначально комендантом крепости, а потом вице-губернатором города. В этот период времени она написала своё романтическое произведение «Mährchen und Erzählungen». София была удостоена ордена Святой Екатерины.
Умерла 9 июля 1835 года в Западной Богемии. Была похоронена в парке замка Preitenstein, семейной собственности Mensdorff-Pouilly.

## Семья
С 23 февраля 1804 года была замужем за Эммануэлем Менсдорф-Пули. В 1818 году супругам был дарован титул графа и графини Менсдорф-Пуйи.
У них были дети:
- Гуго Фердинанд (1806—1847), женат не был, потомства не оставил;
- Альфонс Фридрих[чеш.] (1810—1894) — первый брак в 1843 году — с графиней Терезой фон Дитрихштейн-Проскау-Лесли (1823—1856); второй брак — в 1862 году с графиней Марией Терсии фон Ламберг (1833—1876), от двух браков 8 детей, 4 из них умерли во младенчестве;
- Альфред Карл (1812—1814) — умер во младенчестве
- Александр (1813—1871) — был министром иностранных дел Австрии и премьер-министром Австрии в 1860-х годах; женился в 1857 году на графине Александрин Марии фон Дитрихштейн-Проскау-Лесли (1824—1906), 4 детей
- Леопольд Эмануэль (1815—1832)
- Артур Август (1817—1904) — первый брак в 1853 г. с Магдалиной Кремцов (1835—1899), развод в 1882 г .; второй брак в 1902 году с графиней Бьянкой Альбертиной фон Викенбург (1837—1912), оба брака бездетные.